# John Sidney, VI conte di Leicester
John Sidney (Penshurst, 14 febbraio 1680 – Penshurst, 27 settembre 1737) è stato un nobile inglese, sesto conte di Leicester, e membro del Consiglio privato durante l'Età georgiana.

## Biografia
Era figlio di Robert Sidney, IV conte di Leicester e di Lady Elizabeth Egerton.
Ereditò la contea di Leicester nel 1705 in seguito alla morte del fratello maggiore Philip. Prima della successione fu brevemente un membro della House of Commons per il  Brackley.
Non si sposò e non ebbe prole legittima. Alla sua morte il titolo passò al fratello minore Jocelyn.

## Altri titoli e incarichi pubblici
- Lord guardiano dei cinque porti (1717–1727)
- Lord Luogotenente del Kent (1724–1737)
- Capitano delle guardie della regina (1725–1731)
- Conestabile della Torre di Londra (1731–1737)

## Ascendenza
|                                       |                                      |                                                  | Genitori                                |  |  | Nonni |  |  | Bisnonni                             |  |  | Trisnonni                           |  |
|                                       |                                      |                                                  |                                         |  |  |       |  |  | Robert Sidney, II conte di Leicester |  |  | Robert Sidney, I conte di Leicester |  |
|                                       |                                      |                                                  |                                         |  |  |       |  |  | Robert Sidney, II conte di Leicester |  |  | Robert Sidney, I conte di Leicester |  |
|                                       |                                      | Barbara Gamage                                   |                                         |  |  |       |  |  | Robert Sidney, II conte di Leicester |  |  |                                     |  |
| Philip Sidney, III conte di Leicester |                                      |                                                  |                                         |  |  |       |  |  | Robert Sidney, II conte di Leicester |  |  |                                     |  |
|                                       |                                      | Dorothy Percy                                    | Henry Percy, IX conte di Northumberland |  |  |       |  |  |                                      |  |  |                                     |  |
|                                       |                                      | Dorothy Percy                                    | Henry Percy, IX conte di Northumberland |  |  |       |  |  |                                      |  |  |                                     |  |
|                                       |                                      | Dorothy Percy                                    | Dorothy Devereux                        |  |  |       |  |  |                                      |  |  |                                     |  |
| Robert Sidney, IV conte di Leicester  |                                      | Dorothy Percy                                    |                                         |  |  |       |  |  |                                      |  |  |                                     |  |
|                                       |                                      | William Cecil, II conte di Salisbury             | Robert Cecil, I conte di Salisbury      |  |  |       |  |  |                                      |  |  |                                     |  |
|                                       |                                      | William Cecil, II conte di Salisbury             | Robert Cecil, I conte di Salisbury      |  |  |       |  |  |                                      |  |  |                                     |  |
|                                       |                                      | William Cecil, II conte di Salisbury             | Elizabeth Brooke                        |  |  |       |  |  |                                      |  |  |                                     |  |
| Catherine Cecil                       |                                      | William Cecil, II conte di Salisbury             |                                         |  |  |       |  |  |                                      |  |  |                                     |  |
|                                       |                                      | Catherine Howard                                 | Thomas Howard, I conte di Suffolk       |  |  |       |  |  |                                      |  |  |                                     |  |
|                                       |                                      | Catherine Howard                                 | Thomas Howard, I conte di Suffolk       |  |  |       |  |  |                                      |  |  |                                     |  |
|                                       |                                      | Catherine Howard                                 | Katherine Knyvett                       |  |  |       |  |  |                                      |  |  |                                     |  |
| John Sidney, VI conte di Leicester    |                                      | Catherine Howard                                 |                                         |  |  |       |  |  |                                      |  |  |                                     |  |
|                                       | John Egerton, I conte di Bridgewater | Thomas Egerton I visconte Brackley               |                                         |  |  |       |  |  |                                      |  |  |                                     |  |
|                                       | John Egerton, I conte di Bridgewater | Thomas Egerton I visconte Brackley               |                                         |  |  |       |  |  |                                      |  |  |                                     |  |
|                                       | John Egerton, I conte di Bridgewater | Elizabeth Ravenscroft                            |                                         |  |  |       |  |  |                                      |  |  |                                     |  |
| John Egerton, II conte di Bridgewater | John Egerton, I conte di Bridgewater |                                                  |                                         |  |  |       |  |  |                                      |  |  |                                     |  |
|                                       |                                      | Frances Stanley                                  | Ferdinando Stanley, V conte di Derby    |  |  |       |  |  |                                      |  |  |                                     |  |
|                                       |                                      | Frances Stanley                                  | Ferdinando Stanley, V conte di Derby    |  |  |       |  |  |                                      |  |  |                                     |  |
|                                       |                                      | Frances Stanley                                  | Alice Spencer                           |  |  |       |  |  |                                      |  |  |                                     |  |
| Elizabeth Egerton                     |                                      | Frances Stanley                                  |                                         |  |  |       |  |  |                                      |  |  |                                     |  |
|                                       |                                      | William Cavendish, I duca di Newcastle-upon-Tyne | Charles Cavendish                       |  |  |       |  |  |                                      |  |  |                                     |  |
|                                       |                                      | William Cavendish, I duca di Newcastle-upon-Tyne | Charles Cavendish                       |  |  |       |  |  |                                      |  |  |                                     |  |
|                                       |                                      | William Cavendish, I duca di Newcastle-upon-Tyne | Catherine Ogle, VIII baronessa Ogle     |  |  |       |  |  |                                      |  |  |                                     |  |
| Elizabeth Cavendish                   |                                      | William Cavendish, I duca di Newcastle-upon-Tyne |                                         |  |  |       |  |  |                                      |  |  |                                     |  |
|                                       |                                      | Elizabeth Basset                                 | William Bassett                         |  |  |       |  |  |                                      |  |  |                                     |  |
|                                       |                                      | Elizabeth Basset                                 | William Bassett                         |  |  |       |  |  |                                      |  |  |                                     |  |
|                                       |                                      | Elizabeth Basset                                 | Judith Austen                           |  |  |       |  |  |                                      |  |  |                                     |  |
|                                       |                                      | Elizabeth Basset                                 |                                         |  |  |       |  |  |                                      |  |  |                                     |  |